# Oord der Gefusilleerden

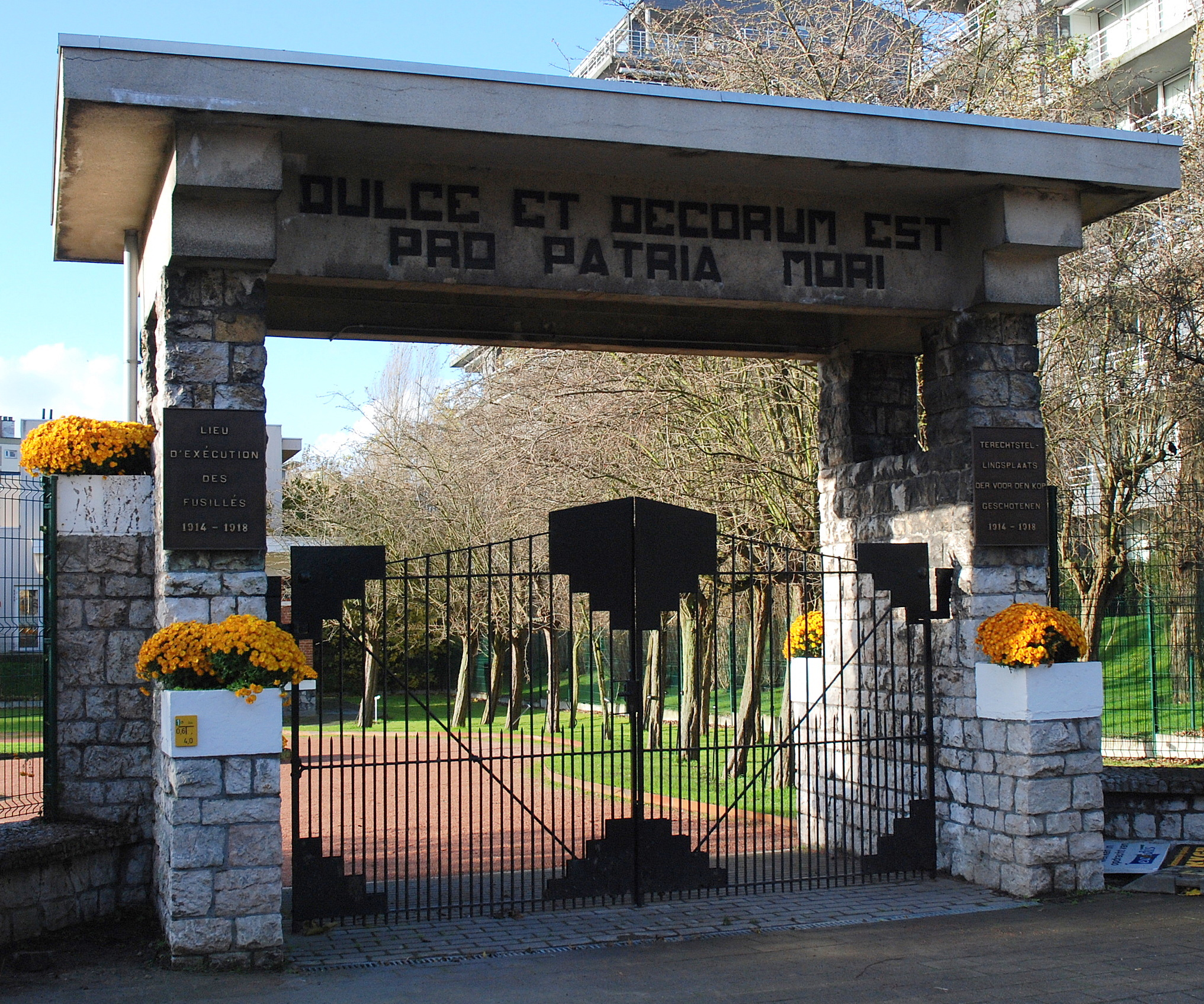
Toegangspoort

Het Oord der Gefusilleerden is een herdenkingsoord aan de Offerlaan in Gent, tussen de Martelaarslaan en de Leie ter herinnering aan de Duitse executies in Gent tijdens de Eerste Wereldoorlog waarbij 52 mensen hier de dood vonden. De meeste veroordeelden waren verzetsstrijders.
Aan de toegangspoort hangt een monument met het opschrift "terechtstellingsplaats der voor den kop geschotenen 1914-1918". De poort heeft ook het opschrift DULCE ET DECORUM EST PRO PATRIA MORI (“Er is niets zo mooi en moedig als voor het vaderland te sterven"), een citaat van de Romeinse dichter Horatius. Op het domein staan 52 meidoorns met evenveel gedenkplaatjes met de namen van de slachtoffers. 
Het domein, het kleine museum en de kapel kunnen alleen op afspraak, via de Dienst Monumentenzorg en Architectuur in Gent, worden bezocht. In het museum ligt veel fotomateriaal en getuigenissen uit het verleden, waaronder klompen van veroordeelden, notities en munitie. 
Het oord is in zijn huidige vorm gevrijwaard als herdenkingsoord. Het is erkend als een ZEN-monument, "monument zonder economisch nut".
Iedere vrijdag voor 11 november vindt er een herdenking plaats die toegankelijk is voor het publiek.

## Geschiedenis
De locatie was oorspronkelijk een schietbaan voor de burgerwacht. De executies vonden plaats tussen 1914 en 1918.
Het herdenkingsoord met kapel werd opgericht in 1920. De officiële opening in 1932 vond plaats in aanwezigheid van koning Albert I. 
De locatie werd in 1939 beschermd als landschap en was daarmee het eerste beschermde landschap op Gents grondgebied..
Tijdens de Tweede Wereldoorlog werd door de SS'ers alles verwoest en afgebrand. Nadien lag het er jarenlang desolaat bij. In 1953 werd alles terug opnieuw opgebouwd en ingehuldigd door koning Albert II.

## Afbeeldingen

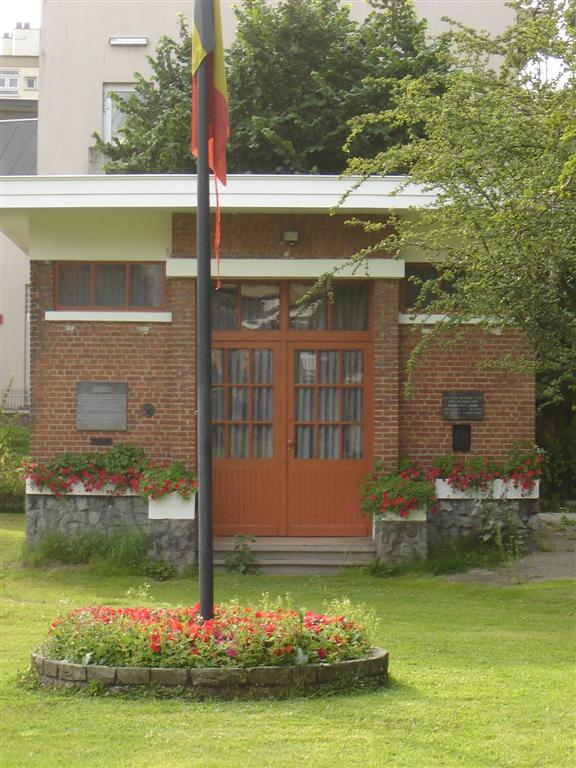
Het kleine museum in het Oord der Gefusilleerden
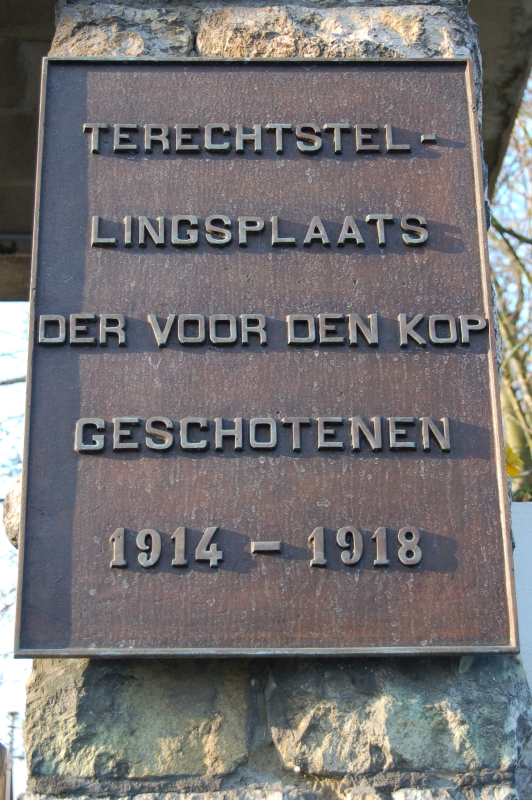
Opschrift op de toegangspoort